# Wurzelhalsgallentumor
Wurzelhalsgallentumore (oder auch Wurzelhalsgalle, Maserknolle) werden vom Bodenbakterium Agrobacterium tumefaciens in zweikeimblättrigen Pflanzen erzeugt. Diese Bakterien besitzen neben chromosomaler DNA zusätzlich sogenannte Ti-Plasmide (tumor inducing plasmid) mit deren Hilfe sie DNA-Segmente in Pflanzenzellen einschleusen können. Die infizierten Pflanzenzellen bilden dann einen Tumor (den Gallentumor) und beginnen mit der Synthese spezieller Aminosäuren, die das Bakterium zum Wachstum benötigt.
Die Fähigkeit der Agrobakterien wird in der Gentechnologie bei der genetischen Transformation von Pflanzen ausgenutzt. Ti-Plasmide werden aus dem Bakterium isoliert und als sogenannte Vektoren zur Einschleusung der gewünschten DNA in die Pflanzenzelle verwendet. Die gewünschte DNA wird mit Hilfe von Restriktionsenzymen und Ligase in das Plasmid eingeschleust. Das Plasmid kann daraufhin entweder via Bakterium oder direkt in die Pflanzenzelle eingeführt werden.